# Monchio delle Corti
Monchio delle Corti (Monc' in dialetto parmigiano) è un comune italiano di 823 abitanti della provincia di Parma in Emilia-Romagna, facente parte del Parco dei Cento Laghi.
Il capoluogo è situato a 820 m s.l.m. in una vasta conca della Val Cedra. Già prima dell'anno 1000 era ricordato come capoluogo delle tredici Corti (approssimativamente coincidenti con le attuali frazioni del Comune) dipendenti direttamente dal Vescovo di Parma.
Il toponimo Monchio è l'italianizzazione del dialettale Monc', probabilmente da un tardo latino mont(u)lus da mons, "monte".
Il comune comprende, sul crinale appenninico che segna il confine con la Toscana, alcune tra le vette più alte dell'Appennino parmense, tra cui la montagna più alta di tutta la provincia, il monte Sillara (m 1.861).

## Storia
Il territorio di Monchio delle Corti era attraversato dall'antica Strada delle cento miglia, la strada romana che metteva in comunicazione le città di Parma e Lucca, passando per Luni citata nell'Itinerarium Antonini in quanto collegava le due città seguendo un percorso di cento miglia romane esatte: Item Parme Laca m.p.C..
Nei pressi dell'attuale abitato di Monchio delle Corti si trovava la seconda statio, dopo quella situata a Tizzano Val Parma, prima di affrontare il passo del Lagastrello (l'antico Malpasso), ad una distanza di cinquanta miglia romane esatte sia da Parma che da Lucca.
Nell'879 la signoria appenninica fu concessa dall'imperatore ai vescovi di Parma con Rigoso e Lugagnano. Il feudo sovrano fu confermato ai vescovi nel 941 rimanendo in loro possesso fino al 1805, ben oltre la perdita della loro contea di Mezzani (1764), passando al ducato di Parma.

### Simboli
Lo stemma e il gonfalone sono stati concessi con regio decreto del 3 aprile 1937.
È raffigurato l'antico ponte sul torrente Cedra in località Lugagnano, fatto costruire dal vescovo di Parma Ferdinando Farnese nel 1602. I 13 merli, non presenti sul ponte esistente, rappresentano le comunità della circoscrizione comunale.
Il gonfalone è un drappo di azzurro.

### Onorificenze
Monchio delle Corti è tra le città decorate al valor militare per la guerra di liberazione, insignita della croce di guerra al valor militare per i sacrifici delle sue popolazioni e per l'attività nella lotta partigiana durante la seconda guerra mondiale.

## Monumenti e luoghi d'interesse

### Chiesa dei Santi Lorenzo e Michele

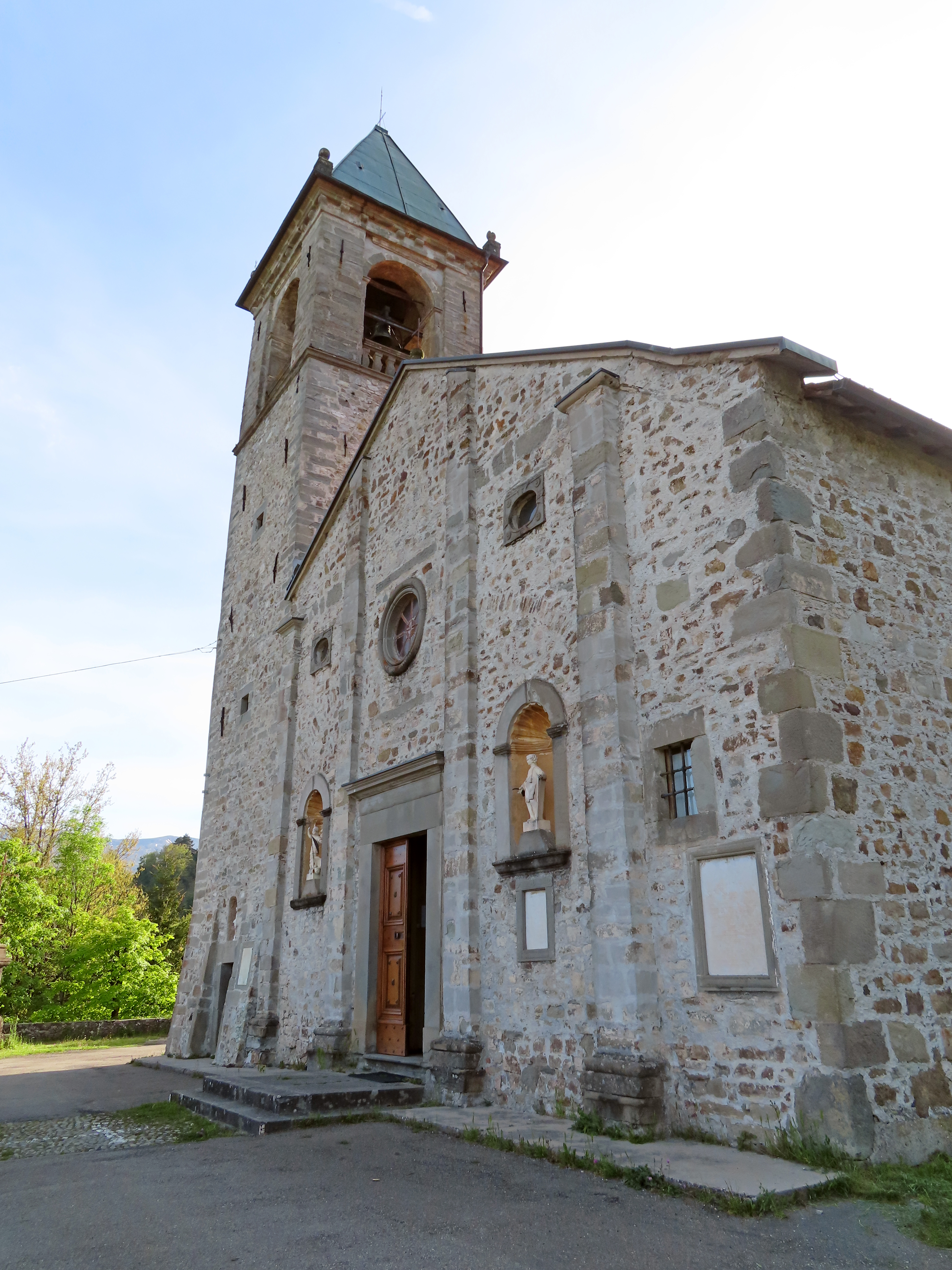
Chiesa dei Santi Lorenzo e Michele

Edificata originariamente in epoca medievale in località Lamoni, la chiesa, menzionata per la prima volta nel 1230, fu distrutta da una frana nei primissimi anni del XV secolo; ricostruita a partire dal 1411 più a sud, fu solennemente consacrata nel 1536; modificata profondamente nel 1638 ribaltando l'orientamento iniziale, fu dotata di un nuovo campanile nel 1700 dopo il crollo del preesistente nel 1675; il luogo di culto barocco, rivestito esternamente in pietra, è internamente decorato con affreschi sulle volte e ospita varie opere d'arte, tra cui i dipinti raffiguranti il Battesimo di Cristo del 1602, attribuito a Pier Antonio Bernabei, e il Compianto sul Cristo morto del 1600, varie statue, antichi paramenti sacri, un piccolo capitello in arenaria risalente al XII o XIII secolo utilizzato come portacroce e un incunabolo veneziano del 1546.

### Ponte di Lugagnano-Vecciatica
Il Ponte di Lugagnano-Vecciatica (Pont ed Liguagnan), sul torrente Cedra, è stato costruito nel 1602 per volere del vescovo Ferdinando Farnese.
Pericolante, nel 1801 il vescovo cappuccino Adeodato Turchi lo fa restaurare. Il ponte presenta un bassorilievo in marmo recante gli stemmi dei due vescovi e un'effige della Madonna del Rosario.

## Società

### Evoluzione demografica
Abitanti censiti

### Etnie e minoranze straniere
Secondo i dati ISTAT al 31 dicembre 2014 la popolazione straniera residente era di 39 persone, pari al 4,13% della popolazione comunale. Le nazionalità sono complessivamente 9; quelle maggiormente rappresentate in base alla loro percentuale sul totale della popolazione residente erano:
- Romania, 21 - 2,22%
- Ucraina, 5 - 0,53%
- Macedonia, 5 - 0,53%

## Cultura

### Mostra etnografica di Lugagnano
La mostra etnografica Cavana di Lugagnano è una collezione privata situata a Lugagnano Inferiore, frazione di Monchio delle Corti, in un piccolo fabbricato che Paolo Cavana ha riempito con strumenti di lavoro e oggetti legati alla vita quotidiana della civiltà contadina, materiale scolastico della prima metà del Novecento, reperti relativi alla Grande Guerra e all'utilizzo della sua memoria in epoca successiva, come un piccolo "canzoniere del soldato" di epoca fascista.

## Economia
Vista l'altitudine media del territorio, l'agricoltura si basa prevalentemente sulla produzione di foraggio per il settore zootecnico che comprende allevamenti di bovini, suini e ovini. Il settore secondario è scarsamente sviluppato e comprende solo modeste aziende nel settore alimentare ed edile. Il settore terziario copre il fabbisogno della popolazione locale, è comunque presente il servizio bancario. Sul territorio sono presenti strutture ricettive sia per la ristorazione che per il soggiorno.

### Turismo
Il territorio possiede una vocazione turistica sia perché meta di escursionisti che visitano il Parco regionale delle Valli del Cedra e del Parma, sia per la presenza sul territorio comunale della stazione sciistica di Prato Spilla posta a 1350 m s.l.m dotata di tre impianti di risalita.

## Infrastrutture e trasporti
Monchio delle Corti è attraversato dalla Strada statale 665 Massese grazie alla quale è collegato con la val Parma da un lato e con Aulla in Lunigiana mediante il passo del Lagastrello dall'altro. La strada provinciale 75 collega invece Monchio a Corniglio e alla alta val Parma mediante il passo del Ticchiano. Monchio delle Corti è servito dal servizio di trasporto pubblico che lo collega a Langhirano e quindi a Parma.
Nel comprensorio sciistico di Prato Spilla è presente anche una seggiovia detta Rio Spilla che collega il locale rifugio punto di arrivo delle piste con un belvedere a quota 1700 m s.l.m.

## Amministrazione
Di seguito è presentata una tabella relativa alle amministrazioni che si sono succedute in questo comune.
| Periodo        | Periodo        | Primo cittadino  | Partito                                                      | Carica  | Note   |
| -------------- | -------------- | ---------------- | ------------------------------------------------------------ | ------- | ------ |
| 9 luglio 1985  | 9 giugno 1990  | Corrado Mansanti | Democrazia Cristiana                                         | Sindaco | [ 18 ] |
| 25 giugno 1990 | 24 aprile 1995 | Adriano Pagani   | Partito Socialista Italiano                                  | Sindaco | [ 18 ] |
| 24 aprile 1995 | 14 giugno 1999 | Franco Biggi     | centro-sinistra                                              | Sindaco | [ 18 ] |
| 14 giugno 1999 | 14 giugno 2004 | Claudio Riani    | lista civica di centro-destra(appoggiata da PdL e Lega Nord) | Sindaco | [ 18 ] |
| 14 giugno 2004 | 8 giugno 2009  | Roberto Cavalli  | lista civica                                                 | Sindaco | [ 18 ] |
| 8 giugno 2009  | 26 maggio 2014 | Claudio Moretti  | lista civica                                                 | Sindaco | [ 18 ] |
| 26 maggio 2014 | 6 giugno 2019  | Claudio Moretti  | lista civica: "Bene comune"                                  | Sindaco | [ 18 ] |
| 6 giugno 2019  | in carica      | Claudio Riani    | lista civica di centro-destra: "Monchio 2019"                | Sindaco | [ 18 ] |